# 格里尼夫亞爾
49°54′23″N 34°59′16″E / 49.90639°N 34.98778°E
赫里尼夫-亞爾（烏克蘭語：Гринів Яр）是位於烏克蘭東部的村莊，由哈爾科夫州博霍杜希夫區的克拉斯諾庫特斯克市鎮負責管轄。該村始建於1911年，面積0.3平方公里，海拔高度115米，2001年人口3，人口密度每平方公里9.9人。